# Centro Natación Helios (bàsquet)
El Centro Natación Helios de bàsquet és la secció de basquetbol del club Centro Natación Helios de la ciutat de Saragossa.
La secció fou creada l'any 1934 i l'any següent ingressà a la Federació Aragonesa. La temporada 1959-60 disputà per primer cop la lliga espanyola de primera divisió. La temporada 1962-63, juga a primera divisió un club anomenat Tritones, que era format per jugadors dels clubs Iberia i Helios. La següent temporada el propi Helios n'obté la plaça a primera. Un nou ascens a primera arribà el 1979, disputant les dues darreres campanyes a la màxima categoria del bàsquet espanyol. Després de la segona temporada a primera, l'any 1981, es decidí separar la secció del club pare i crear una nova entitat amb el nom de Club Baloncesto Zaragoza, que continuà participant a primera.

## Temporades
| - 1958-1959. 2a Divisió: 2 - 1959-1960. 1a Divisió: 11 - 1963-1964. 1a Divisió: 5 (Primera fase) - 1964-1965. 1a Divisió: 6 - 1965-1966. 1a Divisió: 10 - 1966-1967. 1a Divisió: 11 - 1971-1972. 3a Divisió: - - 1972-1973. 3a Divisió: 2 - 1973-1974. 3a Divisió: Ascens a 2a Divisió |  | - 1974-1975. 2a Divisió: 7 (Descens a 3a Divisió) - 1975-1976. 3a Divisió: Ascens a 2a Divisió - 1976-1977. 2a Divisió: 6 - 1977-1978. 2a Divisió: 4. Copa Korać: 1a ronda. - 1978-1979. 1a Divisió B: 2 - 1979-1980. 1a Divisió: 10 - 1980-1981. 1a Divisió: 7 - 1982-1983. 3a Divisió: 1 Ascens a 2a Divisió - 1983-1984. 2a Divisió: 3 |  | - 1984-1985. 2a Divisió: - - 1985-1986. 2a Divisió: - - 1986-1987. 2a Divisió: - - 1987-1988. 2a Divisió: 5 - 1996-1997. Lliga EBA: - - 1997-1998. Lliga EBA: - - 1998-1999. Lliga EBA: - - 1999-2000. Lliga EBA: 3 |